# Jawab (film, 1995)
Jawab est un film indien sorti en 27 janvier 1995. Le film a été réalisé par Ajay Kashyap et met en vedette Raaj Kumar, Harish Kumar et Karishma Kapoor.

## Fiche technique
- Titre :
- Titre original :
- Réalisation :
- Scénario :
- Photographie :
- Montage :
- Musique :
- Direction artistique :
- Décors :
- Costumes :
- Son :
- Producteur :
- Société de production :
- Société de distribution :
- Budget :
- Pays d'origine :
- Tournage :
- Langue :
- Format :
- Genre :
- Durée :
- Dates de sortie :